# 莎伦·西姆斯
莎伦·西姆斯（英語：Sharon Sims，1952年5月24日—），新西兰女子草地滚球运动员。她曾代表新西兰参加1998年、2002年和2006年英联邦运动会草地滚球比赛，其中2002年英联邦运动会获得一枚金牌。